# Wedge Tomb von Coolbuck

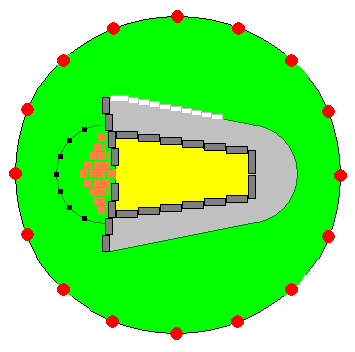
Schema eines Wedge Tombs

Das Wedge Tomb von Coolbuck (lokal Druid’s Altar oder Giant’s Grave genannt) liegt an den Hängen des 245 m hohen Cloghtogle Hills (irisch Cloch Thógála dt. erhöhter Stein, Dolmen) im Townland Coolbuck (irisch Cúil Bhoc) nordöstlich von Lisbellaw im County Fermanagh in Nordirland. Wedge Tombs (deutsch „Keilgräber“), früher auch „wedge-shaped gallery grave“ genannt, sind doppelwandige, ganglose, mehrheitlich ungegliederte Megalithbauten der späten Jungsteinzeit und der frühen Bronzezeit.
Es besteht aus einem keilförmigen etwa 15,0 m langen und am westlichen Ende etwa 8,0 m breiten Cairn, der die gut erhaltenen Reste einer etwa 7,7 m langen, West-Ost orientierten Galerie von 1,7 m Breite enthält. Die Anlage besteht aus in der Höhe von 0,35 bis 0,83 m variierenden Sandsteinplatten und dem großen, aufliegenden Deckstein. Von der Außenwandung ist nur ein einziger etwa 0,7 m hoher Orthostat im Süden erhalten.
Der Menhir von Coolbuck steht etwa 200 m nordwestlich, jenseits der Straße. 
Der Cairn von Coolbuck liegt im nächsten Feld, etwa 50 m östlich.